# مؤسسة أوبونتو
مؤسسة أوبنتو (/ʊˈbʊntuː/  uu-BUUN-too) هي جهة غير هادفة للربح، أعلن كل من مارك شاتلوورث وكانونيكال عن إنشائها في في 8 يوليو 2005، وتم تقديم دعم أولي قدره عشرة ملايين دولار أمريكي لها. الهدف من المؤسسة هو ضمان الدعم والتطوير لجميع الإصدارات المستقبلية من أوبونتو. وصف شاتلوورث المؤسسة «الاحتياط» (في حالة توقفت شركة كانونيكال).